# Săpânța
Săpânța (Szaplonca en hongrois, Sapunka en slovaque, Shpinka en yiddish) est une commune roumaine du județ de Maramureș, dans la région historique de Transylvanie et dans la région de développement du Nord-Ouest.
Cette commune est très proche de la frontière de l'Ukraine et non loin de la Hongrie. Ce village abrite le plus ancien centre monastique maramuréchois, celui de Săpânța-Peri, stavropégie reconnue en 1381 par Néilos Kérameus, patriarche de Constantinople, et dont l'exarchat s'étendait jadis sur les régions voisines du Bereg, de Satu Mare, Sălaj, Ciceu et Bistrița.

## Géographie
La commune, constituée du seul village de Săpânța, est située dans le nord du județ à la frontière avec l'Ukraine, sur la rive gauche de la Tisa, avec les Monts Igniș (Munții Ignișului) au sud.
Sighetu Marmației, la capitale historique de la Marmatie se trouve à 18 km à l'est et Baia Mare, la préfecture du județ à 70 km plus au sud.
Le village est traversé par la route nationale DN19 qui relie Sighetu Marmației, Satu Mare et Oradea.

## Histoire
La première mention écrite du village date de 1373 sous le nom de Zapancha.
La commune a fait partie du Comitat de Maramures dans le Royaume de Hongrie jusqu'en 1920, au Traité de Trianon où elle fut attribuée à la Roumanie avec toute la Transylvanie.

## Religions
En 2002, 89,9 % de la population étaient orthodoxes, 7,9 % adventistes et 2 % faisaient partie de l'Église grecque-catholique roumaine.

## Démographie
En 1910, la commune comptait 2 152 Roumains (61,9 % de la population), 131 Hongrois (3,8 %) et 1 168 Allemands (33,6 %).
En 1930, les autorités recensaient 2 668 Roumains (71,6 %) et 998 Juifs (26,8 %) qui furent exterminés par les Nazis durant la Seconde Guerre mondiale.
En 2002, la commune comptait 3 245 Roumains (99,3 %) .
| 1880  | 1900  | 1910  | 1930  | 1956  | 1977  | 1992  | 2002  | 2007  |
| ----- | ----- | ----- | ----- | ----- | ----- | ----- | ----- | ----- |
| 1 982 | 2 558 | 3 475 | 3 727 | 3 436 | 3 391 | 3 318 | 3 267 | 3 336 |

## Économie
L'économie est essentiellement basée sur l'agriculture et l'élevage (6 430 ha de terres agricoles) et aussi sur l'exploitation des grandes forêts des Monts Igniș (7 222 ha de forêts).

## Lieux et monuments
- Cimetière Joyeux (Cimitriul Vesel) aux tombes décorées de motifs naïfs tirés de la vie des défunts.
- Ancien cimetière juif.
- Monastère de construction récente dont le clocher mesure 78 m de hauteur.
- Cascades de la Săpânța qui descend du Mont Rotundu (1 500 m d'altitude).
- Réserve Naturelle Mlastina Poiana Brazilor (3 ha).

## Personnages
Săpânța est le lieu d'origine de la dynastie de rabbins Hassidiques Spinka.